# Plešerka
Plešerka (nemško Plescherken) je naselje v Občini Hodiše v Okraju Celovec-dežela na Koroškem v Avstriji.